# Gudovac
Gudovac es una localidad de Croacia en la ciudad de Bjelovar, condado de Bjelovar-Bilogora.

## Geografía
Se encuentra a una altitud de 118 m s. n. m. a 80 km de la capital nacional, Zagreb.

## Demografía
En el censo 2011, el total de población de la localidad fue de 1095 habitantes.
| Gráfica de población de Gudovac 1857-2011                           |
|                                                                     |
| Según los censos de población de la oficina estadística de Croacia. |